# Astragalus amblytropis
Astragalus amblytropis är en ärtväxtart som beskrevs av Rupert Charles Barneby. Astragalus amblytropis ingår i släktet vedlar, och familjen ärtväxter. Inga underarter finns listade i Catalogue of Life.